# Liste der denkmalgeschützten Objekte in Brezno
Die Liste der denkmalgeschützten Objekte in Brezno enthält die 48 nach slowakischen Denkmalschutzvorschriften geschützten Objekte in der Gemeinde Brezno im Okres Brezno.

## Denkmäler
| Foto |                 | Denkmal / č. ÚZPF                             | Standort / Konskr. Nr.                                    | Offizielle Beschreibung                              | Beschreibung                                                            | Metadaten                                                               |
| ---- | --------------- | --------------------------------------------- | --------------------------------------------------------- | ---------------------------------------------------- | ----------------------------------------------------------------------- | ----------------------------------------------------------------------- |
|      | Datei hochladen | Burgmauer 1(sk) ObjektID: 603-12/1            | 0 KG: Brezno Konskr.Nr.:                                  |                                                      |                                                                         | č. NKP: 603-12/1 Stand des NKP: 2012-02-08 Name: MÚR HRADBOVÝ I.        |
|      | Datei hochladen | Burgmauer 2(sk) ObjektID: 603-12/2            | 0 KG: Brezno Konskr.Nr.:                                  |                                                      |                                                                         | č. NKP: 603-12/2 Stand des NKP: 2012-02-08 Name: MÚR HRADBOVÝ II.       |
|      | Datei hochladen | Denkmal(sk) ObjektID: 603-116/0               | 0 KG: Brezno Konskr.Nr.:                                  | padlí v SNP                                          | für die Opfer des SNP                                                   | č. NKP: 603-116/0 Stand des NKP: 2012-02-08 Name: POMNÍK                |
|      | Datei hochladen | Denkmal(sk) ObjektID: 603-117/0               | 0 KG: Brezno Konskr.Nr.:                                  | SNP-umucení 31 - 12. Dezember 1944                   | 31 Opfer des Nationalaufstandes                                         | č. NKP: 603-117/0 Stand des NKP: 2012-02-08 Name: POMNÍK                |
|      | Datei hochladen | Denkmal(sk) ObjektID: 603-3205/0              | KG: Brezno Konskr.Nr.:                                    | liatina - Prihradný Ernest                           | für Ernest Prihradný                                                    | č. NKP: 603-3205/0 Stand des NKP: 2012-02-08 Name: PAMÄTNÍK             |
|      | Datei hochladen | Grab und Grabdenkmal(sk) ObjektID: 603-3291/0 | 0 KG: Brezno Konskr.Nr.:                                  | Chalupka Ján - 1791-1871,spisovatel                  | Grab des Schriftstellers Ján Chalupka                                   | č. NKP: 603-3291/0 Stand des NKP: 2012-02-08 Name: HROB S NÁHROBNÍKOM   |
|      | Datei hochladen | Grab und Grabdenkmal(sk) ObjektID: 603-3292/0 | 0 KG: Brezno Konskr.Nr.:                                  | Záturecký A.P. - 1837-1904,folklorista               | des Lehrer und Publizisten Adolf Peter Záturecký                        | č. NKP: 603-3292/0 Stand des NKP: 2012-02-08 Name: HROB S NÁHROBNÍKOM   |
| BW   | Datei hochladen | Grab(sk) ObjektID: 603-10488/0                | Standort KG: Brezno Konskr.Nr.:                           | rod.Lehotských - Hrobka rodiny Lehotských            | der Familie Lehotských                                                  | č. NKP: 603-10488/0 Stand des NKP: 2012-02-08 Name: HROBKA              |
| BW   | Datei hochladen | Aufbahrungskapelle(sk) ObjektID: 603-8/0      | Cintorínska ul. 1 Standort KG: Brezno Konskr.Nr.: 181     | r.k.sv.Kríža                                         | röm. katholische Kapelle zum heiligen Kreuz                             | č. NKP: 603-8/0 Stand des NKP: 2012-02-08 Name: KAPLNKA POHREBNÁ        |
| ja   | Datei hochladen | Kirche(sk) ObjektID: 603-7/0                  | Chalupku J. ul. 1 Standort KG: Brezno Konskr.Nr.: 282     | ev.a.v.                                              | evangelische Kirche                                                     | č. NKP: 603-7/0 Stand des NKP: 2012-02-08 Name: KOSTOL                  |
| BW   | Datei hochladen | Bürgerhaus(sk) ObjektID: 603-32/0             | Chalupku J. ul. 4 Standort KG: Brezno Konskr.Nr.: 285     | radový                                               | Reihenhaus                                                              | č. NKP: 603-32/0 Stand des NKP: 2012-02-08 Name: DOM MEŠTIANSKY         |
| BW   | Datei hochladen | Bürgerhaus(sk) ObjektID: 603-33/0             | Chalupku J. ul. 6 Standort KG: Brezno Konskr.Nr.: 287     | 0                                                    |                                                                         | č. NKP: 603-33/0 Stand des NKP: 2012-02-08 Name: DOM MEŠTIANSKY         |
| BW   | Datei hochladen | DOM REMESELNÍCKY ObjektID: 603-2739/1         | Rázusova ul. 20 Standort KG: Brezno Konskr.Nr.: 944       | radový - Roštárov dom                                | Reihenhaus, Haus Roštárov                                               | č. NKP: 603-2739/1 Stand des NKP: 2012-02-08 Name: DOM REMESELNÍCKY     |
| BW   | Datei hochladen | MANGLOVNA ObjektID: 603-2739/2                | Rázusova ul. 20 Standort KG: Brezno Konskr.Nr.: 944       | Konský mangel                                        |                                                                         | č. NKP: 603-2739/2 Stand des NKP: 2012-02-08 Name: MANGLOVNA            |
| ja   | Datei hochladen | Statue(sk) ObjektID: 603-13/0                 | Štefánikovo nám. 0 Standort KG: Brezno Konskr.Nr.:        | Panna Mária - Mariánsky stlp                         | Jungfrau Maria                                                          | č. NKP: 603-13/0 Stand des NKP: 2012-02-08 Name: SOCHA                  |
| BW   | Datei hochladen | Denkmal(sk) ObjektID: 603-115/0               | Štefánikovo nám. 0 Standort KG: Brezno Konskr.Nr.:        | padlí v SNP                                          | für die Gefallenen des Nationalaufstandes                               | č. NKP: 603-115/0 Stand des NKP: 2012-02-08 Name: POMNÍK                |
| BW   | Datei hochladen | Denkmal(sk) ObjektID: 603-118/0               | Štefánikovo nám. 0 Standort KG: Brezno Konskr.Nr.:        | Chalupka Ján - 1791-1871,spisovatel                  | für Jan Chalupka, Schriftsteller                                        | č. NKP: 603-118/0 Stand des NKP: 2012-02-08 Name: POMNÍK                |
| ja   | Datei hochladen | Denkmal(sk) ObjektID: 603-2735/0              | Štefánikovo nám. 0 Standort KG: Brezno Konskr.Nr.:        | padlí v II.sv.v.                                     | für die Gefallenen des WK II                                            | č. NKP: 603-2735/0 Stand des NKP: 2012-02-08 Name: POMNÍK               |
| BW   | Datei hochladen | Verwaltungsgebäude(sk) ObjektID: 603-35/0     | Štefánikovo nám. 1 Standort KG: Brezno Konskr.Nr.: 1      | nárožná - Mestský úrad                               | Eckhaus, Rathaus                                                        | č. NKP: 603-35/0 Stand des NKP: 2012-02-08 Name: BUDOVA ADMINISTRATÍVNA |
| BW   | Datei hochladen | Bürgerhaus-Gedenkhaus(sk) ObjektID: 603-14/1  | Štefánikovo nám. 2 Standort KG: Brezno Konskr.Nr.: 2      | Zechenter-Laskomerský G. - Pôsobisko,lekárska prax   | für Gustáv Kazimír Zechenter-Laskomerský                                | č. NKP: 603-14/1 Stand des NKP: 2012-02-08 Name: DOM MEŠTIANSKY PAMÄTNÝ |
|      | Datei hochladen | Gedenktafel(sk) ObjektID: 603-14/2            | Štefánikovo nám. 2 KG: Brezno Konskr.Nr.: 2               | Zechenter-Laskomerský G. - 1824-1908,spisovat.,lekár | Gedenktafel für den Schriftsteller Gustáv Kazimír Zechenter-Laskomerský | č. NKP: 603-14/2 Stand des NKP: 2012-02-08 Name: TABULA PAMÄTNÁ         |
| BW   | Datei hochladen | Bürgerhaus(sk) ObjektID: 603-15/0             | Štefánikovo nám. 4 Standort KG: Brezno Konskr.Nr.: 4      | radový                                               | Reihenhaus                                                              | č. NKP: 603-15/0 Stand des NKP: 2012-02-08 Name: DOM MEŠTIANSKY         |
| BW   | Datei hochladen | Bürgerhaus(sk) ObjektID: 603-16/0             | Štefánikovo nám. 5 Standort KG: Brezno Konskr.Nr.: 5      | radový                                               | Reihenhaus                                                              | č. NKP: 603-16/0 Stand des NKP: 2012-02-08 Name: DOM MEŠTIANSKY         |
| ja   | Datei hochladen | Bürgerhaus(sk) ObjektID: 603-17/0             | Štefánikovo nám. 13 Standort KG: Brezno Konskr.Nr.: 9     | radový                                               | Reihenhaus                                                              | č. NKP: 603-17/0 Stand des NKP: 2012-02-08 Name: DOM MEŠTIANSKY         |
| BW   | Datei hochladen | Bürgerhaus(sk) ObjektID: 603-18/0             | Štefánikovo nám. 14 Standort KG: Brezno Konskr.Nr.:       | radový                                               | Reihenhaus                                                              | č. NKP: 603-18/0 Stand des NKP: 2012-02-08 Name: DOM MEŠTIANSKY         |
| BW   | Datei hochladen | Bürgerhaus(sk) ObjektID: 603-19/0             | Štefánikovo nám. 18 Standort KG: Brezno Konskr.Nr.: 14    | radový                                               | Reihenhaus                                                              | č. NKP: 603-19/0 Stand des NKP: 2012-02-08 Name: DOM MEŠTIANSKY         |
| BW   | Datei hochladen | Bürgerhaus(sk) ObjektID: 603-20/0             | Štefánikovo nám. 20 Standort KG: Brezno Konskr.Nr.: 15    | radový                                               | Reihenhaus                                                              | č. NKP: 603-20/0 Stand des NKP: 2012-02-08 Name: DOM MEŠTIANSKY         |
| BW   | Datei hochladen | Bürgerhaus(sk) ObjektID: 603-21/0             | Štefánikovo nám. 21 Standort KG: Brezno Konskr.Nr.: 16    | radový                                               | Reihenhaus                                                              | č. NKP: 603-21/0 Stand des NKP: 2012-02-08 Name: DOM MEŠTIANSKY         |
| BW   | Datei hochladen | Bürgerhaus(sk) ObjektID: 603-22/0             | Štefánikovo nám. 22 Standort KG: Brezno Konskr.Nr.: 17    | radový                                               | Reihenhaus                                                              | č. NKP: 603-22/0 Stand des NKP: 2012-02-08 Name: DOM MEŠTIANSKY         |
| BW   | Datei hochladen | Bürgerhaus(sk) ObjektID: 603-23/0             | Štefánikovo nám. 23 Standort KG: Brezno Konskr.Nr.: 18    | radový                                               | Reihenhaus                                                              | č. NKP: 603-23/0 Stand des NKP: 2012-02-08 Name: DOM MEŠTIANSKY         |
| BW   | Datei hochladen | Gedenkpfarrhof(sk) ObjektID: 603-28/1         | Štefánikovo nám. 26 Standort KG: Brezno Konskr.Nr.: 21    | Kuzmány Karol - Pôsobisko Kuzmányho                  | für Karol Kuzmány                                                       | č. NKP: 603-28/1 Stand des NKP: 2012-02-08 Name: FARA PAMÄTNÁ           |
| ja   | Datei hochladen | Gedenktafel(sk) ObjektID: 603-28/2            | Štefánikovo nám. 26 Standort KG: Brezno Konskr.Nr.: 21    | Kuzmány Karol - 1806-1866,spisovatel                 | für Karol Kuzmány, Schriftsteller                                       | č. NKP: 603-28/2 Stand des NKP: 2012-02-08 Name: TABULA PAMÄTNÁ         |
| BW   | Datei hochladen | Pfarrhof(sk) ObjektID: 603-29/0               | Štefánikovo nám. 27 Standort KG: Brezno Konskr.Nr.: 22    | ev.a.v. - Evanjelická fara                           | evangelische Pfarrei                                                    | č. NKP: 603-29/0 Stand des NKP: 2012-02-08 Name: FARA                   |
| BW   | Datei hochladen | Bürgerhaus(sk) ObjektID: 603-24/0             | Štefánikovo nám. 28 Standort KG: Brezno Konskr.Nr.: 23    | radový                                               | Reihenhaus                                                              | č. NKP: 603-24/0 Stand des NKP: 2012-02-08 Name: DOM MEŠTIANSKY         |
| BW   | Datei hochladen | Bürgerhaus(sk) ObjektID: 603-25/0             | Štefánikovo nám. 30-31 Standort KG: Brezno Konskr.Nr.: 25 | 0                                                    | Hotel Dumbier (2012)                                                    | č. NKP: 603-25/0 Stand des NKP: 2012-02-08 Name: DOM MEŠTIANSKY         |
|      | Datei hochladen | Bürgerhaus(sk) ObjektID: 603-26/0             | Štefánikovo nám. 37 KG: Brezno Konskr.Nr.:                | radový                                               | Reihenhaus                                                              | č. NKP: 603-26/0 Stand des NKP: 2012-02-08 Name: DOM MEŠTIANSKY         |
| BW   | Datei hochladen | Pfarrhof(sk) ObjektID: 603-27/1               | Štefánikovo nám. 39 Standort KG: Brezno Konskr.Nr.: 32    | r.k. - Katolícka fara                                | römisch-katholische Pfarrei                                             | č. NKP: 603-27/1 Stand des NKP: 2012-02-08 Name: FARA PAMÄTNÁ           |
| BW   | Datei hochladen | Gedenktafel(sk) ObjektID: 603-27/2            | Štefánikovo nám. 39 Standort KG: Brezno Konskr.Nr.: 32    | zavraždení partizáni-3                               | für drei ermordete Partisanen                                           | č. NKP: 603-27/2 Stand des NKP: 2012-02-08 Name: TABULA PAMÄTNÁ         |
| BW   | Datei hochladen | Piaristenkloster(sk) ObjektID: 603-9/1        | Štefánikovo nám. 40 Standort KG: Brezno Konskr.Nr.: 33,34 | piaristický                                          |                                                                         | č. NKP: 603-9/1 Stand des NKP: 2012-02-08 Name: KLÁŠTOR PIARISTOV       |
| BW   | Datei hochladen | Kapelle(sk) ObjektID: 603-9/2                 | Štefánikovo nám. 40 Standort KG: Brezno Konskr.Nr.: 33,34 | 0                                                    |                                                                         | č. NKP: 603-9/2 Stand des NKP: 2012-02-08 Name: KAPLNKA                 |
| ja   | Datei hochladen | Bürgerhaus(sk) ObjektID: 603-30/0             | Štefánikovo nám. 48 Standort KG: Brezno Konskr.Nr.: 40    | radový                                               | Reihenhaus                                                              | č. NKP: 603-30/0 Stand des NKP: 2012-02-08 Name: DOM MEŠTIANSKY         |
| BW   | Datei hochladen | Bürgerhaus(sk) ObjektID: 603-31/0             | Štefánikovo nám. 49 Standort KG: Brezno Konskr.Nr.: 41    | radový                                               | Reihenhaus                                                              | č. NKP: 603-31/0 Stand des NKP: 2012-02-08 Name: DOM MEŠTIANSKY         |
| ja   | Datei hochladen | Bürgerhaus(sk) ObjektID: 603-3440/0           | Štefánikovo nám. 50 Standort KG: Brezno Konskr.Nr.: 42    | radový                                               | Reihenhaus                                                              | č. NKP: 603-3440/0 Stand des NKP: 2012-02-08 Name: DOM MEŠTIANSKY       |
| ja   | Datei hochladen | Kirche(sk) ObjektID: 603-6/0                  | Štefánikovo nám. 54 Standort KG: Brezno Konskr.Nr.: 46    | r.k.Nanebovzatia P.M.                                | römisch-katholische Kirche Mariä Himmelfahrt                            | č. NKP: 603-6/0 Stand des NKP: 2012-02-08 Name: KOSTOL                  |
| ja   | Datei hochladen | Rathaus(sk) ObjektID: 603-10/0                | Štefánikovo nám. 55 Standort KG: Brezno Konskr.Nr.: 47    | 0                                                    |                                                                         | č. NKP: 603-10/0 Stand des NKP: 2012-02-08 Name: RADNICA                |
| ja   | Datei hochladen | Stadtturm(sk) ObjektID: 603-11/0              | Štefánikovo nám. 56 Standort KG: Brezno Konskr.Nr.: 48    | 0                                                    |                                                                         | č. NKP: 603-11/0 Stand des NKP: 2012-02-08 Name: VEŽA MESTSKÁ           |
| ja   | Datei hochladen | Synagoge(sk) ObjektID: 603-2740/0             | Štúrova ul. 11 Standort KG: Brezno Konskr.Nr.: 888        | 0                                                    |                                                                         | č. NKP: 603-2740/0 Stand des NKP: 2012-02-08 Name: SYNAGÓGA             |
| ja   | Datei hochladen | Bürgerhaus(sk) ObjektID: 603-34/0             | Záhradná ul. 2 Standort KG: Brezno Konskr.Nr.:            | solitér                                              |                                                                         | č. NKP: 603-34/0 Stand des NKP: 2012-02-08 Name: DOM MEŠTIANSKY         |

## Legende
Die Tabelle enthält im Einzelnen folgende Informationen:
| Foto:                    | Fotografie des Denkmals. |
| Denkmal / č. ÚZPF:       | Die Übersetzung der Bezeichnung des Denkmals, wie sie vom Slowakischen Denkmalamt (Pamiatkový úrad Slovenskej republiky) verwendet wird. Die Originalbezeichnung ist unter dem Fragezeichen angegeben. Fehlt die Übersetzung, so wird die Originalbezeichnung direkt angezeigt. Weiters ist die Objekt-Identifikationsnummer (Objekt ID) angeführt. Sie ist die offizielle, in der Slowakei eindeutige Nummer č. ÚZPF inklusive der zugehörigen Zählnummer, wie sie in den Daten des Denkmalamtes angegeben wird. Da diese nur innerhalb eines Landkreises gezählt wird, ist dessen Nummer der Denkmalnummer vorangestellt. |
| Standort:                | Wenn in der Liste vorhanden, ist die Adresse angegeben. In Klammern kann sich noch eine zusätzliche Adresse befinden, wenn es beispielsweise ein Eckhaus ist. Bei freistehenden Objekten ohne Adresse (zum Beispiel bei Bildstöcken) ist eine Adresse angegeben, die in der Nähe des Objekts liegt. Durch Aufruf des Links Standort wird die Lage des Denkmals in verschiedenen Kartenprojekten angezeigt. Darunter sind die Katastralgemeinde (KG) und, wenn vorhanden, die Konskriptionsnummer (Konskr. Nr.) angegeben.                                                                                                   |
| Offizielle Beschreibung: | Es ist die Kurzbeschreibung auf Slowakisch, wie sie in den offiziellen Listen angegeben ist, eingetragen. |
| Beschreibung:            | Kurze Angaben zum Denkmal auf Deutsch. |
| Metadaten:               | Zusätzlich werden, wenn in den persönlichen Einstellungen das Helferlein Dauerhaftes Einblenden von Metadaten aktiviert ist, ebensolche angezeigt. |

- Karte mit allen Koordinaten:
- OSM |
- WikiMap